# Северная Премьер-лига
Северная Премьер-лига (англ. Northern Premier League) — одна из трёх региональных футбольных лиг Англии, расположенных ниже Национальной лиги в системе футбольных лиг. Объединяет в себе полупрофессиональные и любительские клубы Северной Англии и северной части региона Мидлендс. Лига состоит из четырёх дивизионов, составляющих седьмой (Премьер-дивизион) и восьмой (Дивизон 1 Восток, Дивизион 1 Запад и Дивизион 1 Мидлендс) уровни.

## История
Северная Премьер-лига была создана в 1968 году как северный аналог Южной футбольной лиги. Совместно с ней и Истмийской лигой Северная Премьер-лига расположилась непосредственно под Футбольной лигой Англии. Однако, с вводом сначала Национальной Конференции в 1979 году, а затем региональных Северной и Южной Конференций в 2004, лига опустилась на два уровня в футбольной пирамиде.

## Спонсоры
Первым спонсором лиги была компания Multipart, это случилось в сезоне 1985/86. Затем спонсорами являлись HFS Loans (1988–94), Unibond (1994–2010) и Evo-Stik (2010–по настоящее время).

## Современная структура лиги
Начиная с 2007 года в Северной Премьер-лиге существует три дивизиона: Премьер-дивизион, Первый дивизион (Север) и Первый дивизион (Юг) — аналогично структуре Истмийской лиги. Начиная с сезона 2013/14 количество команд равно 68: 24 в Премьер Дивизионе и по 22 в Первых Дивизионах. Победитель соревнований в Премьер-дивизионе на следующий сезон переходит в лигу уровнем выше, как правило в Северную Конференцию Футбольной Конференции Англии. Между клубами, занявшими в соревнованиях места с второго по пятое включительно, проводится турнир плей-офф, победитель которого также повышается в классе. Четыре команды Премьер-дивизиона, занявшие последние места переходят в Первые (Северный и Южный) дивизионы лиги.
Победители Первых дивизионов (Северного и Южного) по итогам сезона переходят в Премьер-дивизион лиги. Вместе с ними в статусе повышаются по одному клубу из обоих Первых дивизионов - победители турниров плей-офф дивизионов (места с 2 по 5). Команды Первых дивизионов, занявшие в своих состязаниях последнее и предпоследнее места, выбывают в одну из территориальных лиг девятого уровня футбольной пирамиды.

## Чемпионы
| Сезон   | Премьер-дивизион   |
| ------- | ------------------ |
| 1968/69 | Маклсфилд Таун     |
| 1969/70 | Маклсфилд Таун     |
| 1970/71 | Уиган Атлетик      |
| 1971/72 | Стаффорд Рейнджерс |
| 1972/73 | Бостон Юнайтед     |
| 1973/74 | Бостон Юнайтед     |
| 1974/75 | Уиган Атлетик      |
| 1975/76 | Ранкорн            |
| 1976/77 | Бостон Юнайтед     |
| 1977/78 | Бостон Юнайтед*    |
| 1978/79 | Моссли             |
| 1979/80 | Моссли             |
| 1980/81 | Ранкорн            |
| 1981/82 | Бангор Сити        |
| 1982/83 | Гейтсхед           |
| 1983/84 | Барроу             |
| 1984/85 | Стаффорд Рейнджерс |
| 1985/86 | Гейтсхед           |
| 1986/87 | Маклсфилд Таун     |

- В сезоне 1977/78 занявший 2-е место в лиге «Уиган Атлетик» был избран новым участником Футбольной лиги вместо клуба «Саутпорт».

В сезоне 1987/88 добавлен Первый дивизион.
| Сезон     | Премьер-дивизион   | Первый дивизион      |
| --------- | ------------------ | -------------------- |
| 1987/88   | Чорли              | Флитвуд Таун         |
| 1988/89   | Барроу             | Колн Динамос         |
| 1989/90   | Колн Динамос       | Лик Таун             |
| 1990/91   | Уиттон Альбион     | Уитли Бэй            |
| 1991/92   | Стейлибридж Селтик | Колуин-Бей           |
| 1992/93   | Саутпорт           | Бридлингтон Таун     |
| 1993/94   | Марин              | Гайзли               |
| 1994/95   | Марин              | Блайт Спартанс       |
| 1995/96   | Бамбер Бридж       | Ланкастер Сити       |
| 1996/97   | Лик Таун           | Реджклифборо         |
| 1997/98   | Барроу             | Уитби Таун           |
| 1998/99   | Олтрингем          | Дройлсден            |
| 1999/2000 | Ли РМИ             | Аккрингтон Стэнли    |
| 2000/01   | Стейлибридж Селтик | Брэдфорд Парк Авеню  |
| 2001/02   | Бертон Альбион     | Харрогейт Таун       |
| 2002/03   | Аккрингтон Стэнли  | Олфретон Таун        |
| 2003/04   | Хакнелл Таун       | Хайд Юнайтед         |
| 2004/05   | Хайд Юнайтед       | Норт Ферриби Юнайтед |
| 2005/06   | Блайт Спартанс     | Моссли               |
| 2006/07   | Берско             | Бакстон              |

В сезоне 2007/08 Первый дивизион был разделён на два региональных турнира: Первый дивизион (Север) и Первый дивизион (Юг).
| Сезон   | Премьер-дивизион     | Первый дивизион (Север) | Первый дивизион (Юг) |
| ------- | -------------------- | ----------------------- | -------------------- |
| 2007/08 | Флитвуд Таун         | Брэдфорд Парк Авеню     | Ретфорд Юнайтед      |
| 2008/09 | Иствуд Таун          | Дюрем Сити              | Ретфорд Юнайтед      |
| 2009/10 | Гайзли               | Галифакс Таун           | Миклевер Спортс      |
| 2010/11 | Галифакс Таун        | Честер                  | Барвелл              |
| 2011/12 | Честер               | Файлд                   | Грэтам Таун          |
| 2012/13 | Норт Ферриби Юнайтед | Скелмерсдейл Юнайтед    | Кингс-Линн Таун      |
| 2013/14 | Чорли                | Керзон Аштон            | Хейлзоуэн Таун       |
| 2014/15 | Юнайтед оф Манчестер | Солфорд Сити            | Микловер Спортс      |
| 2015/16 | Дарлингтон           | Уоррингтон Таун         | Стаффорд Рейнджерс   |
| 2016/17 | Блайт Спартанс       | Ланкастер Сити          | Шоу Лейн             |
| 2017/18 | Олтрингем            | Саут-Шилдс              | Бейсфорд Юнайтед     |

| Сезон    | Премьер-дивизион | Дивизион 1 (Восток) | Дивизион 1 (Запад) |
| -------- | ---------------- | ------------------- | ------------------ |
| 2018/19  | Фарсли Селтик    | Морпет Таун         | Атертон Коллиериз  |
| 2019/201 | Саут-Шилдс       | Лик Таун            | Уэркингтон         |
| 2020/212 | Микловер         | Коун                | Лик Таун           |

| Сезон   | Премьер-дивизион | Дивизион 1 (Запад)       | Дивизион 1 (Восток) | Дивизион 1 (Мидлендс) |
| ------- | ---------------- | ------------------------ | ------------------- | --------------------- |
| 2021/22 | Бакстон          | Уоррингтон Райлендс 1906 | Ливерседж           | Илкестон Таун         |

1 Сезон 2019/20 был отменён 26 марта 2020 года из-за пандемии COVID-19. Команды, указанные в таблице, находились на первом месте на момент отмены турнира, официально они не считаются чемпионами.
2 Сезон 2020/21 был отменён 24 февраля 2021 года из-за пандемии COVID-19. Команды, указанные в таблице, находились на первом месте на момент отмены турнира, официально они не считаются чемпионами.